# Peter Friedrich Röding

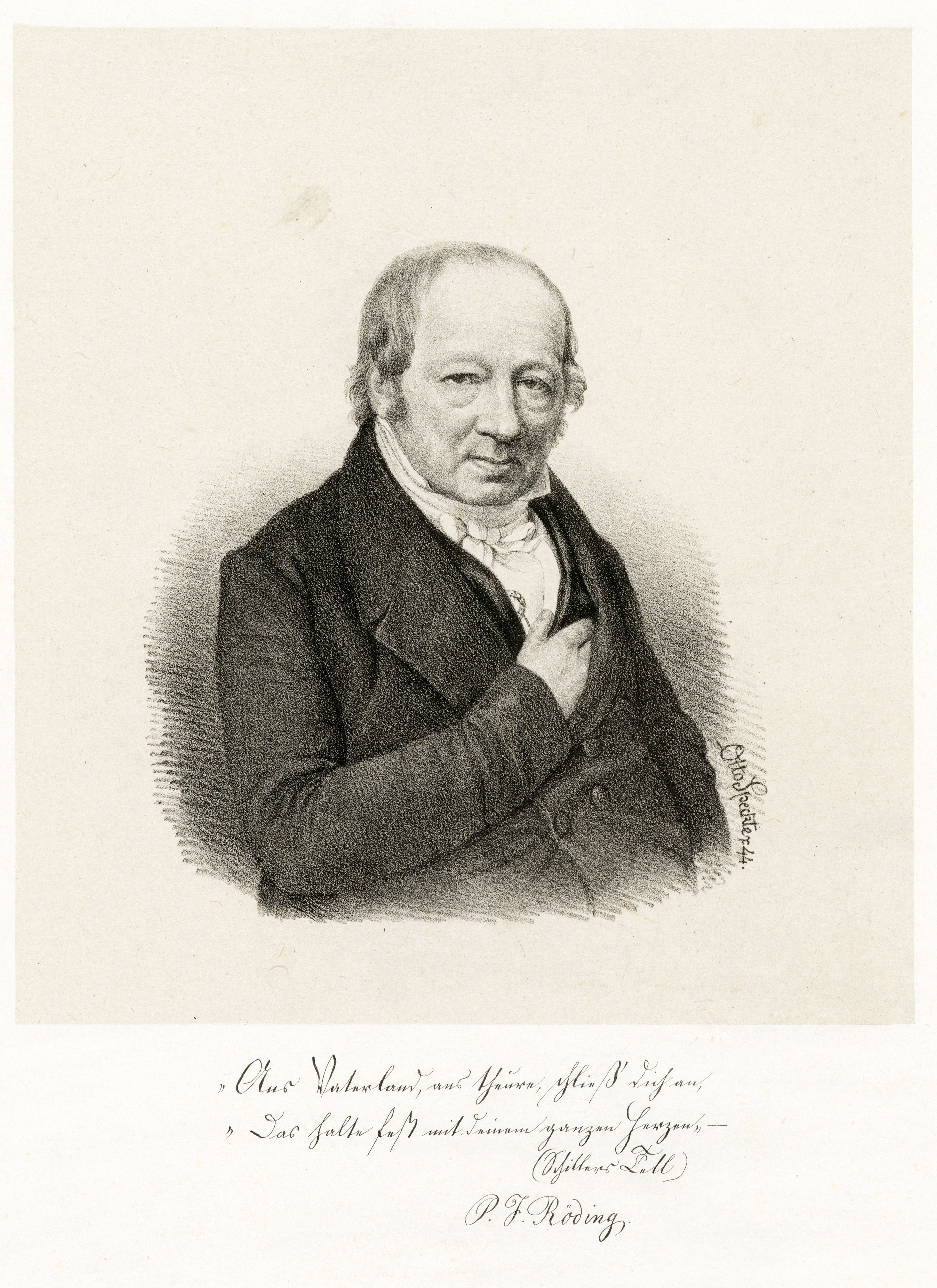
Lithograhie von Otto Speckter (1844)

Peter Friedrich Röding (* 17. Juni 1767 in Hamburg; † 8. Juni 1846 ebenda) war ein deutscher Malakologe (Muschelforscher), Kaufmann und Kunstsammler. Seine zoologischen Kürzel lauten Röding, Roding. 1837 wurde er zum Oberalten gewählt.

## Leben

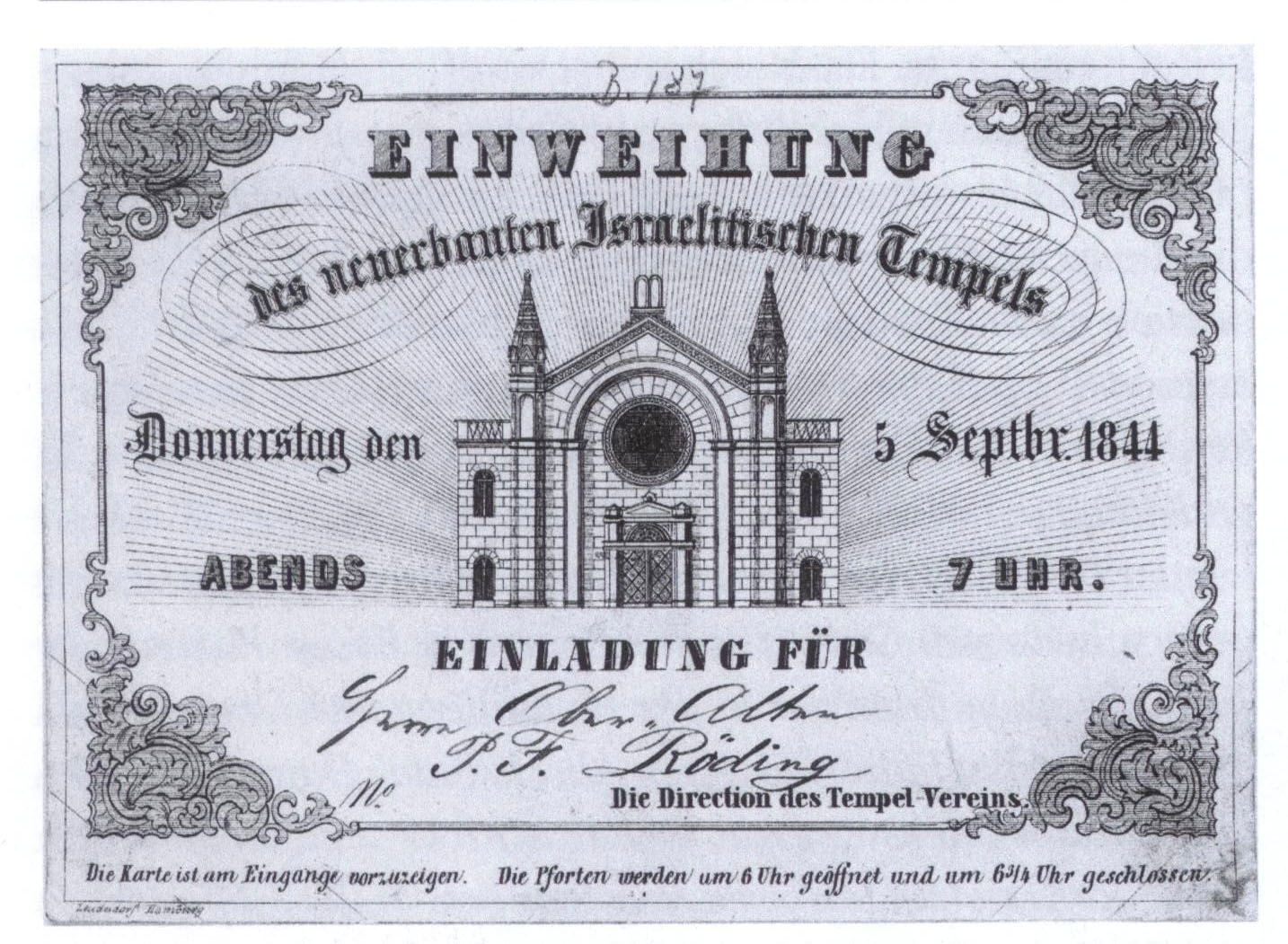
Röding erhielt 1844 als Oberalter diese Einladungskarte zur Eröffnung des neuen jüdischen Tempels

Friedrich Röding war der Sohn des Hamburger Lehrers und Dichters Johann Heinrich Röding (1732–1800). Im Laufe seines Lebens bekleidete er zahlreiche Ämter: Im Alter von 25 Jahren wurde er von Bürgerschaft zum Inspektor für Mehleinkauf bestellt, später Hauptmann der Bürgerwehr, Krankenhausvorsteher und Oberalter. Vom Jahr 1804 bis zu seinem Tode betrieb er ein eigenes Museum für Gegenstände der Natur und Kunst.
Der Naturforscher lebte in Hamburg und war der Hauptautor eines 1798 erschienenen Kataloges über die wichtige Weichtiersammlung des 1796 verstorbenen Hamburger Stadtphysikus Joachim Friedrich Bolten. Der Katalog erschien unter der Überschrift Museum Boltenianum sive Catalogus cimeliorum e tribus regnis naturae. Pars secunda contens Conchylia… und wurde in Hamburg verlegt. Es handelt sich um einen Verkaufskatalog und wurde nicht beachtet, bis William Healey Dall 1915 erkannte, dass er neue gültige Taxa enthielt, wenn auch mit langen Namen und nur kurzen Beschreibungen. Deshalb prägte Röding selbst viele Artennamen. Die übrigen Beschreibungen (oft einfach die deutsche Wiedergabe der lateinischen Nomenklatur) sind die schon früher beschriebener Arten, u. a. von Johann Hieronymus Chemnitz, Friedrich Wilhelm Martini und Martin Lister, und nehmen Bezug auf bereits existierende Beschreibungen und Abbildungen, die die Echtheit dieser Namen unterstreichen, da sie eindeutig wiedererkennbar sind. Rödings Beschreibungen wurden später von vielen Autoren übernommen.
Der Name Peter Friedrich Röding wurde vereinzelt im Zusammenhang mit Ankündigungen von Auktionen oder auch in Verzeichnissen / Auktionskatalogen aufgeführt, da er von den Auktionatoren als Fachmann zur Bestimmung von Artefakten hinzugezogen wurde.
Röding war dreimal verheiratet. Aus der ersten Ehe überlebten der Sohn Johann Friedrich Wilhelm (1793–1871) und eine Tochter Catharina Wilhelmine (1796–1848). In zweiter Ehe heiratete er 1802 Anna Catharina Cropp (1769–1807). Ihr Vater war Friedrich Ludwig Christian Cropp (1718–1796), aus dessen Nachlassauktion zahlreiche Naturalien und Kunstgegenstände für das Museum stammten. In dritter Ehe heiratete er die Witwe Hanna Agatha Seip.
Er war seit 1805 Mitglied der Freimaurerloge Absalom zu den drei Nesseln und 1824 bis 1829 deren Meister vom Stuhl.

## Werke
- Phil. Schmidt: Beiträge zur ferneren Kenntnis von Meeresschlangen. In: Naturwissenschaftlichen Verein in Hamburg (Hrsg.): Abhandlungen aus dem Gebiete der Naturwissenschaften, 2. Band, 2. Abt. Herold, Hamburg 1852, Tafel 1–7 (o. Seitenang., am Ende, Zeichnungen von Meeresschlangen von Peter Friedrich Röding)

## Bildnisse
- Lithografie bez.: nach dem Leben und auf Stein gezeichnet von Günther Gensler 1825 / Peter Friedrich Röding / geboren in Hamburg den 17ten Juny 1767,[4] Druck Hamburger Steindruckerei Speckter & Herterich, Blattgröße 43 × 31 cm.
- Lithografie im Stein bezeichnet: Otto Speckter 1844[5]
- Lithografie nach einer Daguerreotypie[6]  bez.[7] A. Hornemann 1849.[8] Druck Charles Fuchs.
- Alalbasterreliefs von Landelin Ohmacht von Peter Friedrich Röding und seiner Frau (Museum für Hamburgische Geschichte).